# سادات أورو-أكوريكو
سادات أورو-أكوريكو (مواليد 1 فبراير 1988) هو لاعب كرة قدم توغولي معتزل كان يلعب في مركز قلب الدفاع. على الصعيد الدولي، شارك في 38 مباراة مع منتخب توغو وسجل هدفًا واحدًا.

## المسيرة مع الأندية
لعب أورو-أكوريكو في أندية توغو وجنوب أفريقيا مع إيتوال فيلانت دو لومي، فري ستيت ستارز وأمازولو. في 29 أغسطس 2015، وقع عقدًا مع نادي الفيصلي السعودي.
في سبتمبر 2016، انضم إلى الخليج في صفقة انتقال حر بعد انتهاء عقده مع الفيصلي.
في يونيو 2017، عاد إلى أمازولو. غادر أمازولو في نهاية عقده في صيف 2019 لينضم إلى نادي كاظمة الكويتي في سبتمبر 2019.

## المسيرة الدولية
خاض أورو-أكوريكو أول مباراة دولية له مع منتخب توغو في عام 2010، وشارك في مباريات التصفيات المؤهلة لكأس العالم.

## إحصائيات
النتائج تُسجّل أهداف توغو أولاً.
| رقم | التاريخ       | الملعب                | المنافس | النتيجة | الحصيلة | البطولة                                           |
| --- | ------------- | --------------------- | ------- | ------- | ------- | ------------------------------------------------- |
| 1   | 14 يونيو 2015 | ملعب كيغي، لومي، توغو | ليبيريا | 1–1     | 2–1     | تصفيات كأس الأمم الأفريقية 2017 - المجموعة الأولى |